# Acconia
Acconia es un poblado del municipio de Curinga, provincia de Catanzaro, se encuentra en una llanura a 6 km del centro de Curinga y a 4 km de la Marina de Curinga.

## Historia
Acconia es el nombre actual, pero antiguamente se llamaba Lacconia o Laconia. La primera mención oficial se remonta a documentos normandos, en referencia al hecho de que Roberto Guiscardo, uno de los protagonistas de la conquista normanda de Italia Meridional, eligió el lugar para hacer una parada con su ejército antes de descender hacia Reggio. El lugar estuvo habitado previamente, los griegos lo utilizaron como un puerto marítimo entre las desembocaduras del río Amato y del lago Angitola. El nombre podría haber sido dado para recordar la región griega de Laconia.
En el período romano, fue una estación de correos importante, ya que cerca construyeron un edificio de termas (baños romanos), como aparece dibujado en la Tabula Peutingerianar en el punto donde está marcada la estación itineraria de Aquae Angiae (o Anniae) (fonéticamente el nombre del pueblo recuerda el nombre de las termas).
Después del año mil, la zona estuvo dominada por los normandos, siendo parte del Reino de Sicilia; luego fue ocupada por los suabos. Se cree que Federico II introdujo el cultivo de la caña de azúcar en el territorio, especialmente en el distrito de Valle di Canne. Después de la muerte de Federico II, la zona fue ocupada por los angevinos y bajo Carlos I de Anjou, Lacconia era un feudo de Egidio di Santoliceto.
En 1496 , Federico de Aragón ascendió al trono napolitano. Durante gran parte del siglo XVI, las incursiones sarracenas obligaron a los habitantes a retirarse a las zonas internas.
En 1532, Lacconia tenía 130 hogares (unidades familiares y fiscales). A principios del siglo XVII, Marcantonio Loffredo era el titular del feudo. Hacia finales del siglo XVII, los Ruffo di Bagnara tomaron posesión del feudo.
Durante los siglos XVII y XVIII, ocurrieron varios terremotos devastadores en la zona, Lacconia sufrió graves daños. Con motivo de uno de estos terremotos (1735), el rey Carlos III de Borbón realizó una visita a esta localidad.
En 1806, cerca de Lacconia, se libró la batalla de Maida.
La reorganización estatal napoleónica hizo desaparecer el sistema feudal. El antiguo "estado" de Maida desapareció. Se crearon nuevos municipios, incluyendo Curinga, Maida, Jacurso, etc. Lacconia perdió su autonomía y se agregó al municipio de Curinga. Desde entonces, su historia se identifica con la de este último municipio.

## Otros proyectos
- Wikimedia Commons contiene imágenes y otros archivos de Acconia

1. ↑  Worldpostalcodes.org, código postal n.º 88022.
2. ↑  «Codici Catastali». Comuni-italiani.it (en italiano). Consultado el 29 de abril de 2017.